# Aki megölte Liberty Valance-t
Az  Aki megölte Liberty Valance-t (eredeti cím: The Man Who Shot Liberty Valance) 1961-ben bemutatott, fekete-fehér amerikai westernfilm John Ford rendezésében, amelyben először játszik együtt John Wayne és James Stewart.

## Történet
A tekintélyes Stoddard szenátor (James Stewart) megérkezik a fejlődő kisvárosba, Shinbone-ba feleségével együtt, aki lesújtottan indul el megnézni egy rég leégett farmot. Stoddardot közben az újságírók jövetele céljáról faggatják, és ő elárulja, hogy egy Tom Doniphon nevű barátja temetésére jött. Nagy nehezen kihúzzák belőle ez egész történetet:
Ransom Stoddard, a fiatal ügyvéd postakocsin utazik nyugatnak. Shinbone határában Liberty Valance (Lee Marvin) és bandája kirabolja őket, az özvegyasszony útitársát védő Stoddardot Valance meg is veri. A városba érve az étteremben kap segítséget az ott felszolgáló Hallie-től (Vera Miles). A tapasztalatlan Ransomot többen támogatják, például Hallie udvarlója, a kiváló lövész Tom Doniphon (John Wayne) is, aki egyértelműsíti, hogy Liberty-t nem fogja tudni a törvény, csakis a fegyver erejével megállítani (annál is inkább, mert a város marshallja nagyon gyenge kezű). Ezt megerősíti, hogy amikor Valance beleköt Rance-be az étteremben, Doniphon védi meg.
Ransy ügyvédi irodát nyit, erre azonban nincs igény; az étteremben mosogat, miközben iskolát működtet az érdeklődő városiaknak. Hallie is megtanul írni és olvasni (bár Tom ennek nem látja sok értelmét), miközben Ransy titokban lőni tanul. Mikor meghallják, hogy Valance a város felé tart (útja során két embert meggyilkolva), ismét felparázslanak az indulatok. Liberty dühöng, amiért nem sikerül megválasztatnia magát a helyi küldöttségbe, párbajra hívja Ransomot. Este szétveri a nyomdát, és kis híján agyonveri a városi újság kiadóját, Peabody-t. Ekkor Ransom megüzeni neki, hogy kiáll vele.
A párbaj egyoldalú: a gyors kezű Liberty karon lövi Ransy-t, de mikor a szeme közé is golyót ígér, az ügyvéd bal kézzel agyonlövi. A sebesült Ranse-t az étteremben látják el, Hallie megvallja neki iránta táplált gyengéd érzelmeit. A csalódott Tom, aki ezt látja, leissza magát, majd felgyújtja a házát, amelyen eddig dolgozott, hogy új lakrészbe hozhassa majd haza Hallie-t, ha az hozzámegy...
Ransy-t a területi konvenció ülésén látjuk viszont. Támogatói őt akarják megválasztatni washingtoni képviselőnek, hogy kiálljon mellettük a helyi marhatenyésztő oligarchák ellenében, és egyik fő érvük mellette, hogy ő ölte meg Liberty Valance-t. Ám Ransy nem akar Valance holttestén feljebb kapaszkodni, elhagyja a termet. Kint azonban a borostás, elhanyagolt Tom fogadja, aki felfedi előtte, hogy valójában tőle jött a gyilkos golyó - nem Ranse-t terheli a felelősség, viszont Tom megmentette az életét; most pedig Hallie-t is a gondjaira bízza a maga nyers módján. Ransom erre visszatér a terembe, vállalja a washingtoni érdekképviseletet.
Így fejeződik be a történet, amelyet a helyi lap már nem akar megírni. A visszafelé tartó vonaton a szenátor felveti feleségének, Hallie-nek, hogy költözzenek vissza erre a vidékre. Az asszony örömmel fogadja az ötletet. Egy vasúti dolgozó biztosítja Stoddard szenátort, hogy mindent megtesznek a gyors útjáért, elvégre ő az, aki megölte Liberty Valance-t...

## Szereposztás
| Szerep                          | Színész         | Magyar hangja (1. szinkron, 1980) | Magyar hangja (2. szinkron) |
| ------------------------------- | --------------- | --------------------------------- | --------------------------- |
| Tom Doniphon                    | John Wayne      | Mádi Szabó Gábor                  | Rajhona Ádám                |
| Ransom „Ransy” Stoddard         | James Stewart   | Sinkó László                      | Helyey László               |
| Hallie Stoddard                 | Vera Miles      | Kovács Nóra                       | Csere Ágnes                 |
| Liberty Valance                 | Lee Marvin      | Vogt Károly                       | Koroknay Géza               |
| Dutton Peabody                  | Edmond O’Brien  | Szabó Ottó                        | Barbinek Péter              |
| Link Appleyard marsall          | Andy Devine     | Benkóczy Zoltán                   | Kránitz Lajos               |
| „Doc” Willoughby doki           | Ken Murray      | Horkai János                      | ?                           |
| Pompey                          | Woody Strode    | Helyey László                     | Balázsi Gyula               |
| Nora Ericson                    | Jeanette Nolan  | Győry Franciska                   | Pásztor Erzsi               |
| Peter Ericson                   | John Qualen     | Zenthe Ferenc                     | Botár Endre                 |
| Jason Tully                     | Willis Bouchey  | Surányi Imre                      | ?                           |
| Maxwell Scotty                  | Carleton Young  | ?                                 | Szokolay Ottó               |
| Cassius Starbuckle polgármester | John Carradine  | Kaló Flórián                      | Láng József                 |
| Amos Carruthers                 | Denver Pyle     | Kenderesi Tibor                   | ?                           |
| Floyd                           | Strother Martin | ?                                 | Rosta Sándor                |
| Reese                           | Lee van Cleef   | ?                                 | ?                           |